# 若狭たけし
若狭 たけし（わかさ たけし、1974年1月8日 - ）は、日本の漫画家。北海道札幌市手稲区出身。血液型はA型。

## 経歴
- 札幌市立稲積中学校、 北海道札幌手稲高等学校、千葉工業大学工業デザイン学科卒業。俳優の戸次重幸は高校のクラスメイトだった。
- 1993年 『コンビニエンス・ライフ』で小学館第30回スピリッツ賞 奨励賞を受賞しデビュー。
- 1994年 『ビッグコミックスピリッツ』（小学館）増刊号の企画「野望大賞」に掲載された『イルカとペンギン』が第4回大賞に選出。

## 作品

### 連載
- 殿様バッタ（『ビッグコミックスピリッツ増刊スピリッツ21』 1995年 - 1996年、小学館）
- ラブレター（原作：じんのひろあき、『ビッグコミックスピリッツ』 1997年 - 1998年、小学館）
- 合同ナイン（『ビッグコミックスピリッツ』 1999年、小学館）
- サーティーガールズ（原作：北沢未也、ビッグコミックスピリッツ』 2001年、シリーズ連載、小学館）
- どんまい!（原作：矢島正雄、『スーパージャンプ』 2001年 - 2003年、2005年18号 - 2006年2号、集英社）
- 働け!メモリちゃん（『スーパージャンプ』 2004年2号 - 2007年12号、集英社）
- 博士と助手高生（『週刊コミックバンチ』 2008年13号 - 2009年6号、新潮社）
- 仮面ボウラー（『月刊サンデージェネックス』 2009年9月号 - 2011年9月号、小学館）
- 本屋さんにききました。（『スーパージャンプ』 2009年19号 - 2011年6号、集英社）
- 西向きマイルーム（『月刊サンデージェネックス』 2013年4月号 - 2017年6月号、小学館）
- 怨霊奥様（『フレックスコミックス』 2018年6月 - 、BookLive）

### 主な読切
- クイズ Oh,my God!（『ビッグコミックスピリッツ』 1999年43号、小学館）
- ふじさわよしみに会いに行こうツアー（『別冊ヤングサンデー』 2000年5号、小学館）
- 君の空に雪を降らす（『ビジネスジャンプ』 2004年3号、集英社）

### デザイン
- 株式会社ぷく福（北海道札幌市） ロゴマーク
- ゆるめるモ!（ニューウェーブアイドルグループ）単独ライブ「2014:A Space Odyssey On Liquid RooMo!〜リキッドルーモ!号で行く、2014年宇宙の旅〜」　フライヤー・DVD「モ！宇宙ステーション」